# Наперкі
Наперкі (пол. Napierki, нім. Napierken) — село в Польщі, у гміні Яновець-Косьцельний Нідзицького повіту Вармінсько-Мазурського воєводства.
Населення — 182 особи (2011).
У 1975-1998 роках село належало до Ольштинського воєводства.

## Демографія
Демографічна структура станом на 31 березня 2011 року:
|          | Загалом | Допрацездатний вік | Працездатний вік | Постпрацездатний вік |
| -------- | ------- | ------------------ | ---------------- | -------------------- |
| Чоловіки | 98      | 20                 | 65               | 13                   |
| Жінки    | 84      | 18                 | 47               | 19                   |
| Разом    | 182     | 38                 | 112              | 32                   |